# Église Saint-Sauveur de Pleaux
Pour les articles homonymes, voir église Saint-Sauveur.
L'église Saint-Sauveur est une église située en France sur la commune de Pleaux (Cantal), en région Auvergne-Rhône-Alpes.

## Historique
L’église actuelle date du XVe siècle, mais conserve un clocher carré d’époque romane, vestige d’un édifice antérieur.

### Protection
L'église est inscrite au titre des monuments historiques par arrêté du 13 janvier 2017.

## Description
L’église se caractérise par un clocher carré roman, situé au chevet d’un bâtiment reconstruit au XVe siècle.